# Team Velo Reality
Das Team Velo Reality ist ein ehemaliges usbekisches Radsportteam mit Sitz in Taschkent.
Die Mannschaft wurde 2013 gegründet und nahm als Continental Team an den UCI Continental Circuits teil. Manager war Evgeniy Khalilov, der von den Sportlichen Leitern Ruslan Useynov und Aleksey Smirnov unterstützt wurde.

## Saison 2013

### Erfolge in der UCI Asia Tour
| Datum    | Rennen                                         | Kat. | Fahrer         |
| -------- | ---------------------------------------------- | ---- | -------------- |
| 23. Juni | Usbekische Meisterschaft – Straßenrennen (U23) | CN   | Ruslan Fedorov |

### Mannschaft
| Name                              | Geburtstag         | Nationalität | Team 2012               | Team 2014               |
| --------------------------------- | ------------------ | ------------ | ----------------------- | ----------------------- |
| Nikita Abramov                    | 2. Juni 1989       | Usbekistan   | Neoprofi                | China 361° Cycling Team |
| Yusup Abrekov (bis 31. Juli)      | 18. September 1985 | Usbekistan   | China 361° Cycling Team | China 361° Cycling Team |
| Abdullojon Akparov (bis 15. Juli) | 28. Dezember 1990  | Usbekistan   | Uzbekistan Suren Team   |                         |
| Roman Dronin                      | 12. Mai 1992       | Usbekistan   | Neoprofi                |                         |
| Ruslan Fedorov                    | 9. November 1993   | Usbekistan   | Uzbekistan Suren Team   |                         |
| Ruslan Karimov                    | 22. Mai 1986       | Usbekistan   | Team Idea               | RTS-Santic Racing Team  |
| Vadim Shaehov (bis 30. Juni)      | 25. Mai 1986       | Usbekistan   | China 361° Cycling Team | China 361° Cycling Team |
| Denis Shaymanov                   | 2. Juni 1992       | Usbekistan   | Neoprofi                | China 361° Cycling Team |
| Azamat Turaev                     | 8. Januar 1989     | Usbekistan   | Uzbekistan Suren Team   |                         |
| Vladimir Tuychiev                 | 23. März 1983      | Usbekistan   | Uzbekistan Suren Team   |                         |
| Konstantin Volik                  | 18. Mai 1984       | Usbekistan   | China 361° Cycling Team |                         |

## Platzierungen in UCI-Ranglisten
UCI Asia Tour
| Saison | Mannschaftswertung | Fahrerwertung            |
| ------ | ------------------ | ------------------------ |
| 2013   | 36.                | Vladimir Tuychiev (123.) |